# 新加坡福建会馆
新加坡福建会馆（Singapore Hokkien Huay Kuan，缩写：SHHK），是新加坡一间文化兼教育机构。该机构于1840年以推广教育、社会福利及保留新加坡和东南亚华人的华文和华族文化为宗旨而创立。根据2014年的统计报告，拥有约5000名会员的福建会馆，是新加坡最具规模的会馆。

## 历史
十九世纪初，许多福建省的华人从中囯大陆移民至东南亚 ，并设立各自的会馆以照顾移民社群的社会需要。新加坡福建会馆因此背景下成为新加坡第一间会馆，坐落于直落亚逸的天福宫。 除了服务新加坡的福建社群外，新加坡福建会馆也积极帮助从其他中囯大陆省份南来的华侨。
1929年，社会企业家、慈善家陈嘉庚成为新加坡福建会馆主席 1986年，新加坡福建会馆成为了新加坡宗乡会馆联合总会的七间创会会馆之一。其中，新加坡福建会馆代表新加坡福建閩南社群；新加坡三江会馆代表来自浙江、江苏、江西的华侨社群；新加坡福州会馆代表福州社群、新加坡琼州会馆代表海南社群；新加坡广东会馆代表广东广府社群；新加坡南洋客属总会为客家社群服务；新加坡潮州八邑會館为潮州社群服务。
2014年，福建会馆由维持了174年的直落亚逸街旧址搬迁至尚育中学的原址。 其新总部也包括了新加坡福建会馆管理的幼儿中心及文化大厦。

## 教育事业
自创立以来，新加坡福建会馆积极参与新加坡的教育建设。 其于1906年创立了首间属校 - 道南学校；1912年创立了爱同学校；1915年创立崇福女校（现为崇福学校）；1947年创立南侨女子中学兼附属小学（现为南侨小学和南侨中学）；1953年创立光华学校。 这六所属校至今依然着重于传承华族文化和价值观，并在新加坡华人社群中占有及其重要的地位。 
新加坡福建会馆也于1955年捐地兴建南洋大学（现已合并为新加坡国立大学） 2010年，会馆设立了幼儿中心以推广学前双语双文化教育。

## 宗教事业
福建会馆均管辖新加坡的四間寺庙：
- 新加坡天福宫
- 梧槽大伯公庙
- 金兰庙
- 麟山亭北極宮

## 资金来源
新加坡福建会馆全权拥有两家房地产附属公司：云南实业有限公司（Yunnan Realty Pte. Ltd.）与马里士他实业有限公司（Balestier Realty Pte. Ltd.），以房地产开发、销售及租货运作。